# Pachypodium saundersii
Pachypodium saundersii är en oleanderväxtart som beskrevs av Nicholas Edward Brown. Pachypodium saundersii ingår i släktet Pachypodium och familjen oleanderväxter. Inga underarter finns listade i Catalogue of Life.